# Tucumã
Tucumã est une municipalité brésilienne située dans l'État du Pará.